# Falconet (arma)

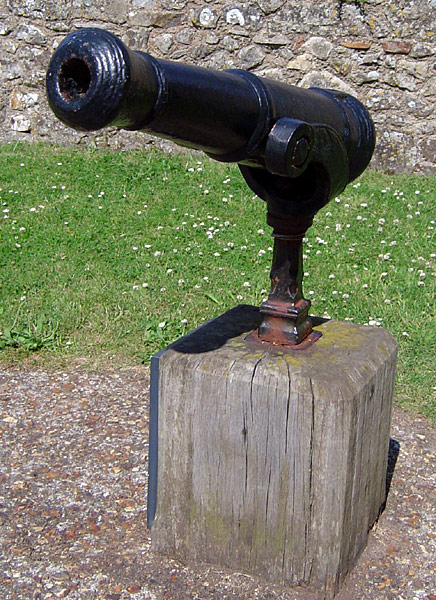
Falconet de vaixell

Els falconets eren unes de les unitats d'artilleria més petites, i rebien el nom, com moltes altres peces d'artilleria com la seprentina, el falcó, la colobrina o el basilisc de noms d'animals.
Eren inicialment (segle xv) unes bombardes petites i més tard van passar a ser uns canons petits i pesants, la funció principal dels quals era provocar danys a les persones. Pesaven uns 130 quilos, tenien un canó de dos metres de longitud i necessitaven aproximadament mig quilo de pólvora per disparar un projectil de fins a un quilo i mig de pes de dues polzades de calibre. Tot i així, la reduïda quantitat de pólvora (en comparació amb unitats d'artilleria de major calibre) era suficient perquè un falconet ben subjecte retrocedís fins a tres metres i mig al moment de ser disparat.
El falconet s'assemblava a un mosquet amb pany de metxa gran amb dues rodes per millorar la mobilitat. Durant els anys 1620, a Alemanya, s'inventà una versió amb culata, que s'utilitzà durant la Guerra dels Trenta Anys. Es van utilitzar molts falconets durant la Guerra Civil Anglesa, ja que eren més lleugers i més barats que d'altres tipus d'artilleria. Durant èpoques de desordre civil, la noblesa els feia servir per defensar-se.
Tot i que es van desenvolupar per ser utilitzats a terra, el falconet va esdevenir més popular a mar durant el segle xvii per defensar vaixells far; per exemple, en vaixells petits per maniobres d'abordatge. Es van utilitzar durant la Guerra d'Independència dels Estats Units, tant pels britànics com pels colons.